# Henryk Klata
Henryk Klata (ur. 7 listopada 1942 w miejscowości Kolonia Ossa) – polski ekonomista i polityk, poseł na Sejm I kadencji.

## Życiorys
W okresie PRL działał w opozycji. Należał do Ligi Narodowo-Demokratyczej. 7 maja 1960 wraz z innymi młodymi ludźmi został aresztowany, a 29 maja 1961 skazany na karę 10 miesięcy pozbawienia wolności. W 1978 ukończył studia na Wydziale Planowania i Statystyki Szkoły Głównej Planowania i Statystyki w Warszawie. Pracował jako księgowy i ekonomista.
W 1991 uzyskał mandat posła na Sejm I kadencji. Został wybrany z listy ogólnopolskiej kandydatów w okręgu ciechanowsko-łomżyńsko-ostrołęckim z ramienia Wyborczej Akcji Katolickiej. Był członkiem Klubu Parlamentarnego Zjednoczenia Chrześcijańsko-Narodowego oraz Komisji Samorządu Terytorialnego. W 1992 ubiegał się o stanowisko prezesa Najwyższej Izby Kontroli. W 1993 nie kandydował w kolejnych wyborach parlamentarnych. Był dyrektorem departamentu w Narodowym Banku Polskim.
Działał również w samorządzie lokalnym, od 1994 do 1998 zasiadał w radzie Bielan z listy komitetu Centroprawica dla Warszawy. Później nie angażował się w działalność polityczną. W 2010 poparł kandydaturę Marka Jurka w wyborach prezydenckich i wszedł w skład jego społecznego komitetu poparcia. 
W 2008 został odznaczony odznaką honorową „Za zasługi dla bankowości Rzeczypospolitej Polskiej”.